# Équipe cycliste Agritubel
L'Équipe cycliste Agritubel est une ancienne formation française de cyclisme professionnel sur route sponsorisée principalement par l'entreprise Agritubel. Elle a fait partie des équipes continentales professionnelles jusqu'en 2009, année de sa disparition.

## Histoire de l'équipe
L'équipe est fondée en 2001 sous forme d'un club nommée Véloce Club Loudun (VC Loudun) puis prend l'appellation d'Agritubel-Loudun 86 en 2004 en passant en DN1. Elle devient professionnelle en 2005 sous le nom de Agritubel qu'elle garde jusqu'à sa disparition.
En 2006, l'équipe est invitée à participer au Tour de France et gagne l'étape entre Cambo-les-Bains et Pau avec l'Espagnol Juan Miguel Mercado. Il portera le maillot à pois le lendemain car Cyril Dessel (coureur français d'AG2R Prévoyance) était maillot jaune. Juan Miguel Mercado perdra le maillot le lendemain au Val d'Aran-Pla-de-Beret. En 2008, l'équipe effectue une grande saison ponctuée de 21 victoires dont le titre de champion de France pour Nicolas Vogondy et porte une journée le maillot jaune du Tour de France (3e étape à Nantes) grâce à Romain Feillu. Le sponsor principal, Agritubel, décide de se retirer fin 2009, malgré la victoire au classement par équipes de l'UCI Europe Tour.

## Sponsors
- Agritubel : fabricant de matériel d'élevage pour les bovins.
- Loudun : ville de la Vienne où se situe l'entreprise Agritubel.

## Principaux résultats

### Courses par étapes
- Tour de l'Avenir : 2006 (Moisés Dueñas)
- Tour de Grande-Bretagne : 2007 (Romain Feillu) et 2008 (Geoffroy Lequatre)

### Sur les grands tours
| - Tour de France - 4 participations (2006, 2007, 2008, 2009) - 2 victoires d'étapes : - 1 en 2006 : Juan Miguel Mercado - 1 en 2009 : Brice Feillu | - Tour d'Italie - 0 participation - 0 victoire d'étape | - Tour d'Espagne - 0 participation - 0 victoire d'étape |

### Championnats nationaux
- Championnat de France sur route : 1
  - Course en ligne : 2008 (Nicolas Vogondy)

## Classements sur les circuits continentaux
L'équipe Agritubel a, en tant qu'équipe continentale professionnelle, participé principalement aux épreuves de l'UCI Europe Tour. Le tableau ci-dessous présente les classements de l'équipe sur ce circuit, ainsi que son meilleur coureur au classement individuel.
| Saison | Classement par équipes | Meilleur coureur au classement individuel |
| ------ | ---------------------- | ----------------------------------------- |
| 2005   | 18e                    | Linas Balčiūnas (69e)                     |
| 2006   | 21e                    | José Alberto Martínez (46e)               |
| 2007   | 27e                    | Romain Feillu (6e)                        |
| 2008   | 4e                     | Nicolas Vogondy (20e)                     |
| 2009   | 1re                    | Romain Feillu (4e)                        |

À partir de 2009, un classement mondial a été mis en place.
| Saison | Classement par équipes | Meilleur coureur au classement individuel |
| ------ | ---------------------- | ----------------------------------------- |
| 2009   | 25e                    | Brice Feillu (117e)                       |

## Saisons
- Agritubel en 2005
- Agritubel en 2006
- Agritubel en 2007
- Agritubel en 2008
- Agritubel en 2009